# Santia katoi
Santia katoi är en kräftdjursart som beskrevs av Michitaka Shimomura och Shunsuke F. Mawatari2000. Santia katoi ingår i släktet Santia och familjen Santiidae. Inga underarter finns listade i Catalogue of Life.